# Lido de Venecia
El Lido es una larga barra de 12 km situada en Venecia, al norte de Italia, en la que viven unos 20.000 habitantes. Cada septiembre, en su Palacio de Congresos, se celebra el Festival Internacional de Cine de Venecia.

## Geografía
En la isla hay tres lugares importantes. El propio Lido, en el norte, donde se celebra el Festival Internacional de Cine y donde se hallan el Grand Hotel des Bains, el Casino de Venecia y el Grand Hotel Excelsior. Malamocco, en el centro, que destaca por sus agradables restaurantes de pescado fresco. Durante un tiempo fue la residencia del dux de Venecia. Y Alberoni, en el extremo sur, donde se encuentra un campo de golf. La isla también dispone de un pequeño aeropuerto.
En la cara de la isla orientada hacia el mar Adriático hay varias playas de arena, aunque la mayoría pertenecen a los hoteles cercanos. Entre estos hoteles se encuentran los ya mencionados Excelsior y Des Bains, escenario en el que trascurre la novela La muerte en Venecia (1912) de Thomas Mann. Estas playas son privadas, aunque en la parte norte y sur hay dos playas públicas enormes. El agua del Adriático es bastante cálida y limpia, ideal para los niños, con el único inconveniente de la ocasional llegada de medusas.  
En el corazón de la isla se encuentra la Gran Viale Santa Maria Elisabetta, una amplia calle de 700 m de largo aproximadamente. Alberga hoteles, tiendas y restaurantes para los turistas.
El único barrio de interés cultural de Lido es San Nicolo, que se encuentra en la parte norte. Se puede visitar el monasterio y la iglesia de San Nicolo, que datan de 1044, o el Cementerio Judío, que data de 1386.

## Historia
En 1202, al comienzo de la Cuarta cruzada, fue un campamento en el que se refugiaban decenas de miles de cruzados, que eran bloqueados por los venecianos cuando no podían pagar los barcos venecianos que necesitaban para abandonar la isla. 
El casino de la isla ha sido cerrado recientemente. Solía estar operativo en verano trasladándose a Ca' Vendramin Calergi en Venecia en invierno.

## Legado
El término Lido, que da nombre a esta isla, se utiliza para referirse a un determinado tipo de piscinas al aire libre, especialmente en Gran Bretaña, y para designar a un tipo de cubierta en un crucero. También constituye la primera parte del topónimo de muchas localidades costeras de Italia.

## Personalidades vinculadas al Lido de Venecia
- Gualtiero Galmanini (1909-1976), arquitecto y diseñador